# Liste der Stolpersteine in Langen (Hessen)
Die Liste der Stolpersteine in Langen (Hessen) enthält die Stolpersteine, die im Rahmen des gleichnamigen Kunst-Projekts von Gunter Demnig in Langen verlegt wurden. Mit ihnen soll an die Opfer des Nationalsozialismus erinnert werden, die in Langen lebten und wirkten.

## Liste der Stolpersteine
| Name                                        | Adresse                      | Bild | Inschrift | Verlegedatum  | Biografie und Anmerkungen |
| ------------------------------------------- | ---------------------------- | ---- | --- | ------------- | --- |
| Wilhelm Ludwig Burk                         | An der Koberstadt 8 ·        |      | Hier wohnte Wilhelm Ludwig Burk Jg. 1884 verhaftet 1941 ermordet 1943 im KZ Sachsenhausen                                                             | 7. Nov. 2007  | |
| Selma Blum                                  | August-Bebel-Straße 14 ·     |      | Hier wohnte Selma Blum geb. Strauss Jg. 1882 Heimatort verlassen 1938 deportiert 1941 ermordet in Minsk                                               | 22. Jan. 2009 | |
| Robert Leopold Blum                         | August-Bebel-Straße 14 ·     |      | Hier wohnte Robert Leopold Blum Jg. 1908 verhaftet 1938 Dachau Flucht 1939 Shanghai überlebt                                                          | 22. Jan. 2009 | |
| Luise Vöhl                                  | August-Bebel-Straße 14 ·     |      | Hier wohnte Luise Vöhl geb. Blum Jg. 1911 Flucht 1934 Palästina überlebt                                                                              | 22. Jan. 2009 | |
| Ilse Sichel                                 | August-Bebel-Straße 14 ·     |      | Hier wohnte Ilse Sichel Jg. 1920 Heimatort 1938 verlassen deportiert 1941 Minsk ermordet                                                              | 16. Okt. 2009 | |
| Julius Strauss                              | Bahnstraße 4 ·               |      | Hier wohnte Julius Strauss Jg. 1876 Heimatort 1934 verlassen Flucht 1941 USA überlebt                                                                 | 16. Okt. 2009 | |
| Louise Grünbaum                             | Bahnstraße 4 ·               |      | Hier wohnte Louise Grünbaum geb. Strauss Jg. 1908 Flucht USA überlebt                                                                                 | 16. Okt. 2009 | |
| Alfred Strauss                              | Bahnstraße 4 ·               |      | Hier wohnte Alfred Strauss Jg. 1910 Flucht USA überlebt                                                                                               | 16. Okt. 2009 | |
| Klara Strauss                               | Bahnstraße 4 ·               |      | Hier wohnte Klara Strauss geb. Haas Jg. 1879 Heimatort 1934 verlassen Flucht 1941 USA überlebt                                                        | 16. Okt. 2009 | |
| Julius Rossmann                             | Bahnstraße 11 ·              |      | Hier wohnte Julius Rossmann Jg. 1880 Heimatort 1935 verlassen deportiert 1941 Łodz ermordet                                                           | 16. Okt. 2009 | |
| Thekla Rossmann                             | Bahnstraße 11 ·              |      | Hier wohnte Thekla Rossmann geb. Strauss Jg. 1887 Heimatort 1935 verlassen deportiert 1941 Łodz ermordet                                              | 16. Okt. 2009 | |
| Gustav Strauss                              | Bahnstraße 17 ·              |      | Hier wohnte Gustav Strauss Jg. 1883 Heimatort 1937 verlassen Flucht 1938 USA überlebt                                                                 | 16. Okt. 2009 | |
| Ilse Strauss                                | Bahnstraße 17 ·              |      | Hier wohnte Ilse Strauss Jg. 1915 Flucht 1935 USA überlebt                                                                                            | 16. Okt. 2009 | |
| Ruth Strauss                                | Bahnstraße 17 ·              |      | Hier wohnte Ruth Strauss Jg. 1920 Flucht 1936 USA überlebt                                                                                            | 16. Okt. 2009 | |
| Babette Strauss                             | Bahnstraße 17 ·              |      | Hier wohnte Babette Strauss geb. Adler Jg. 1889 Heimatort 1937 verlassen Flucht 1938 USA überlebt                                                     | 16. Okt. 2009 | |
| Frida Schloss                               | Bahnstraße 50 ·              |      | Hier wohnte Frida Schloss geb. Strauss Jg. 1866 Heimatort 1938 verlassen Flucht in den Tod 1942 in Frankfurt                                          | 16. Okt. 2009 | |
| Jenny Blum                                  | Bahnstraße 50 ·              |      | Hier wohnte Jenny Blum geb. Schloss Jg. 1892 Heimatort 1938 verlassen deportiert 1942 Majdanek ermordet                                               | 16. Okt. 2009 | |
| Dora Heyum                                  | Bahnstraße 50 ·              |      | Hier wohnte Dora Heyum geb. Schloss Jg. 1893 deportiert 1942 Thekla ermordet 1944 in Auschwitz                                                        | 16. Okt. 2009 | |
| Jakob Ludwig Schloss                        | Bahnstraße 50 ·              |      | Hier wohnte Jakob Ludwig Schloss Jg. 1900 Flucht Frankreich überlebt                                                                                  | 16. Okt. 2009 | |
| Meta Schloss                                | Bahnstraße 50 ·              |      | Hier wohnte Meta Schloss Jg. 1904 Heimatort 1934 verlassen deportiert 1943 Auschwitz ermordet in Riga                                                 | 16. Okt. 2009 | |
| Georg Simon                                 | Darmstädter Straße 2 ·       |      | Hier wohnte Georg Simon Jg. 1905 entrechtet/gedemütigt Flucht 1933 USA überlebt                                                                       | 7. Nov. 2007  | |
| Karoline Simon                              | Darmstädter Straße 2 ·       |      | Hier wohnte Karoline Simon geb. Freimark Jg. 1879 entrechtet/gedemütigt Flucht 1933 USA überlebt                                                      | 7. Nov. 2007  | |
| Karl Meyer Simon                            | Darmstädter Straße 2 ·       |      | Hier wohnte Karl Meyer Simon Jg. 1907 entrechtet/gedemütigt Flucht 1933 USA überlebt                                                                  | 7. Nov. 2007  | |
| Ludwig Dornburg                             | Fahrgasse 10 ·               |      | Hier wohnte Ludwig Dornburg Jg. 1912 eingewiesen 1938 'Heilanstalt' Goddelau ermordet 21.3.1941 'Heilanstalt' Hadamar                                 | 8. März 2007  | |
| Martin Moritz Kahn                          | Fahrgasse 23 ·               |      | Hier wohnte Martin Moritz Kahn Jg. 1880 entrechtet/gedemütigt Flucht 1935 Palästina überlebt                                                          | 7. Nov. 2007  | |
| Bella Paula Kahn                            | Fahrgasse 23 ·               |      | Hier wohnte Bella Paula Kahn geb. Jacobi Jg. 1882 entrechtet/gedemütigt Flucht 1935 Palästina überlebt                                                | 7. Nov. 2007  | |
| Regina Hilda Pick                           | Fahrgasse 23 ·               |      | Hier wohnte Regina Hilda Pick geb. Kahn Jg. 1908 entrechtet/gedemütigt Flucht 1935 Palästina überlebt                                                 | 7. Nov. 2007  | |
| Berthold Kahn                               | Fahrgasse 23 ·               |      | Hier wohnte Berthold Kahn Jg. 1909 entrechtet/gedemütigt Flucht 1935 Palästina überlebt                                                               | 7. Nov. 2007  | |
| Sofie Elisabeth Waldmann                    | Fahrgasse 23 ·               |      | Hier wohnte Sofie Elisabeth Waldmann geb. Kahn Jg. 1910 entrechtet/gedemütigt Flucht 1935 Palästina überlebt                                          | 7. Nov. 2007  | |
| Alma Jeane Irene Kahn                       | Fahrgasse 23 ·               |      | Hier wohnte Alma Jeane Irene Kahn Jg. 1912 entrechtet/gedemütigt Flucht 1935 Palästina überlebt                                                       | 7. Nov. 2007  | |
| Gedenktafel für die Opfer der NS-Euthanasie | Friedhofstraße ·             |      | | 24. Apr. 2014 | Diese Frauen und Männer aus Langen wurden Opfer der NS-"Euthanasie" Sie waren unsere Nachbarn Johanna Martha Schiff * 25.05.1908 ermordet 01.10.1940 in Brandenburg Georg Steitz * 26.10.1902 ermordet 24.02.1941 in Hadamar Luise Margarete Leyer * 14.08.1902 ermordet 20.03.1941 in Hadamar Ludwig Dornberg * 10.04.1912 ermordet 21.03.1941 in Hadamar Susanne Schmidt * 18.12.1880 ermordet 14.05.1941 in Weilmünster August Georg Ehrhardt * 03.08.1899 ermordet 29.05.1941 in Hadamar Adolf Heck * 07.01.1883 ermordet 29.05.1941 in Hadamar Adam Kühn * 13.08.1902 ermordet 29.05.1941 in Hadamar Anna Barbara Werner * 05.01.1909 ermordet 06.06.1941 in Hadamar Georg Sallwey * 08.11.1907 ermordet 17.11.1944 in Hadamar Ihre Mörder verweigerten ihnen die letzte Ruhestätte Ihnen zum Gedenken und zur Mahnung |
| Isaak Markus                                | Friedhofstraße 17 ·          |      | Hier wohnte Isaak Markus Jg. 1864 Flucht 1939 England überlebt                                                                                        | 19. Apr. 2008 | |
| Paul Berg                                   | Friedhofstraße 17 ·          |      | Hier wohnte Paul Berg Jg. 1892 tot 13.3.1942 in Frankfurt                                                                                             | 19. Apr. 2008 | |
| Martha Berg                                 | Friedhofstraße 17 ·          |      | Hier wohnte Martha Berg geb. Markus Jg. 1894 deportiert 1942 ermordet in Raasiku/Estland                                                              | 19. Apr. 2008 | |
| Bertha Speyer                               | Friedhofstraße 17 ·          |      | Hier wohnte Bertha Speyer geb. Markus Jg. 1896 Flucht Holland deportiert 1943 ermordet in Sobibor                                                     | 19. Apr. 2008 | |
| Hanna-Lore Karoline Berg                    | Friedhofstraße 17 ·          |      | Hier wohnte Hanna-Lore Karoline Berg Jg. 1931 deportiert 1942 ermordet in Raasiku/Estland                                                             | 19. Apr. 2008 | |
| Susanne Schmidt                             | Hügelstraße 6 ·              |      | Hier wohnte Susanne Schmidt geb. Knipp Jg. 1880 mehrmals eingewiesen 'Heilanstalt' Goddelau verlegt 1941 'Heilanstalt' Weilmünster ermordet 14.5.1941 | 19. Apr. 2008 | |
| Semy Wolf                                   | Hügelstraße 12 ·             |      | Hier wohnte Semy Wolf Jg. 1885 Flucht 1938 Kolumbien überlebt                                                                                         | 19. Apr. 2008 | |
| Friedrich Wolf                              | Hügelstraße 12 ·             |      | Hier wohnte Friedrich Wolf Jg. 1888 Flucht 1938 USA überlebt                                                                                          | 19. Apr. 2008 | |
| Else Wolf                                   | Hügelstraße 12 ·             |      | Hier wohnte Else Wolf geb. Simon Jg. 1898 deportiert 1942 Izbica ermordet                                                                             | 19. Apr. 2008 | |
| Doris Wolf                                  | Hügelstraße 12 ·             |      | Hier wohnte Doris Wolf Jg. 1921 Flucht 1939 England überlebt                                                                                          | 19. Apr. 2008 | |
| Erna Wolf                                   | Hügelstraße 12 ·             |      | Hier wohnte Erna Wolf geb. Hertzmann Jg. 1897 Flucht 1939 USA überlebt                                                                                | 19. Apr. 2008 | |
| Lore Wolf                                   | Hügelstraße 12 ·             |      | Hier wohnte Lore Wolf Jg. 1922 Flucht 1939 USA überlebt                                                                                               | 19. Apr. 2008 | |
| Walter Wolf                                 | Hügelstraße 12 ·             |      | Hier wohnte Walter Wolf Jg. 1925 deportiert 1942 Izbica ermordet                                                                                      | 19. Apr. 2008 | |
| Edith Wolf                                  | Hügelstraße 12 ·             |      | Hier wohnte Edith Wolf Jg. 1927 Flucht 1939 USA überlebt                                                                                              | 19. Apr. 2008 | |
| Adolf Helfmann                              | Karlstraße 10 ·              |      | Hier wohnte Adolf Helfmann Jg. 1904 im Widerstand verhaftet 22.3.1943 U-Haft Frankfurt verhungert 24.12.1943                                          | 15. Aug. 2014 | |
| Mina Strauss                                | Lerchgasse 8 ·               |      | Hier wohnte Mina Strauss Jg. 1857 Heimatort 1938 verlassen tot 1941                                                                                   | 16. Okt. 2009 | |
| Jonas Bendheimer                            | Leukertsweg 6 ·              |      | Hier wohnte Jonas Bendheimer Jg. 1870 tot 2.10.1941 in Frankfurt                                                                                      | 19. Apr. 2008 | |
| Rosa Bendheimer                             | Leukertsweg 6 ·              |      | Hier wohnte Rosa Bendheimer geb. Nathan Jg. 1864 tot 25.6.1864 in Frankfurt                                                                           | 19. Apr. 2008 | |
| Selma Schallemacher                         | Leukertsweg 6 ·              |      | Hier wohnte Selma Schallemacher geb. Bendheimer Jg. 1896 Flucht 1939 England überlebt                                                                 | 19. Apr. 2008 | |
| Paula Elisabeth Landau                      | Leukertsweg 6 ·              |      | Hier wohnte Paula Elisabeth Landau geb. Bendheimer verw. Strauss Jg. 1898 deportiert 1942 ermordet in Sobibor                                         | 19. Apr. 2008 | |
| Meta Jenny Strauss                          | Leukertsweg 6 ·              |      | Hier wohnte Meta Jenny Strauss Jg. 1924 deportiert 1942 ermordet in Sobibor                                                                           | 19. Apr. 2008 | |
| Edith Beate Strauss                         | Leukertsweg 6 ·              |      | Hier wohnte Edith Beate Strauss Jg. 1925 deportiert 1942 ermordet in Sobibor                                                                          | 19. Apr. 2008 | |
| Richard Landau                              | Leukertsweg 6 ·              |      | Hier wohnte Richard Landau Jg. 1897 deportiert 1942 ermordet in Majdanek                                                                              | 19. Apr. 2008 | |
| Mathilde Bär                                | Obergasse 4 ·                |      | Hier wohnte Mathilde Bär geb. Kahn Jg. 1885 deportiert 1942 Sobibor ermordet                                                                          | 7. Nov. 2007  | |
| Hilde Lazarus                               | Rheinstraße 6 ·              |      | Hier wohnte Hilde Lazarus geb. Liffmann Jg. 1885 Flucht 1938 deportiert 1941 Kaunas ermordet 25.11.1941                                               | 8. März 2007  | |
| Siegfried Lazarus                           | Rheinstraße 6 ·              |      | Hier wohnte Siegfried Lazarus Jg. 1875 Flucht 1938 deportiert 1942 Theresienstadt ermordet 4.2.1944                                                   | 8. März 2007  | |
| Adele Jette Lazarus                         | Rheinstraße 6 ·              |      | Hier wohnte Adele Jette Lazarus geb. Gombrich Jg. 1877 Flucht 1938 deportiert 1942 Theresienstadt ermordet 6.2.1943                                   | 8. März 2007  | |
| Emy Hirsch                                  | Rheinstraße 6 ·              |      | Hier wohnte Emy Hirsch geb. Lazarus Jg. 1924 Flucht 1938 USA überlebt                                                                                 | 8. März 2007  | |
| Rosa Erna Lazarus                           | Rheinstraße 6 ·              |      | Hier wohnte Rosa Erna Lazarus Jg. 1905 Flucht in den Tod 20.5.1941 vor Deportation                                                                    | 8. März 2007  | |
| Gertrud Fanny Lazarus                       | Rheinstraße 6 ·              |      | Hier wohnte Gertrud Fanny Lazarus Jg. 1906 deportiert 1942 ermordet 1942 in Sobibor                                                                   | 8. März 2007  | |
| Stephan Lazarus                             | Rheinstraße 6 ·              |      | Hier wohnte Stephan Lazarus Jg. 1907 Flucht 1938 Frankfurt/M ???                                                                                      | 8. März 2007  | |
| Anton Schiff                                | Rheinstraße 38 ·             |      | Hier wohnte Anton Schiff Jg. 1875 deportiert 1941 Riga ermordet 25.11.1941 Kowno                                                                      | 19. Apr. 2008 | |
| Johanna Schiff                              | Rheinstraße 38 ·             |      | Hier wohnte Johanna Schiff Jg. 1908 tot 5.3.1941 | 19. Apr. 2008 | |
| Alfred Schiff                               | Rheinstraße 38 ·             |      | Hier wohnte Alfred Schiff Jg. 1908 Flucht 1938 USA überlebt                                                                                           | 19. Apr. 2008 | |
| Selma Schiff                                | Rheinstraße 38 ·             |      | Hier wohnte Selma Schiff geb. Lazarus Jg. 1874 deportiert 1841 Riga ermordet 25.11.1941 Kowno                                                         | 19. Apr. 2008 | |
| Isaak Morgenstern                           | Vierhäusergasse 1 ·          |      | Hier wohnte Isaak Morgenstern Jg. 1875 Flucht 1938 deportiert 1942 Theresienstadt ermordet 3.2.1944                                                   | 8. März 2007  | |
| Cilli Morgenstern                           | Vierhäusergasse 1 ·          |      | Hier wohnte Cilli Morgenstern geb. Friedmann Jg. 1881 Flucht 1938 deportiert 1942 Theresienstadt ermordet 15.5.1944 Auschwitz                         | 8. März 2007  | |
| Tatjana Friedmann                           | Vierhäusergasse 1 ·          |      | Hier wohnte Tatjana Friedmann Jg. 1885 Flucht 1939 Brasilien überlebt                                                                                 | 8. März 2007  | |
| Hilda Berta Rothschild                      | Vierhäusergasse 1 ·          |      | Hier wohnte Hilda Berta Rothschild geb. Morgenstern Jg. 1907 Flucht 1939 USA überlebt                                                                 | 8. März 2007  | |
| Erna Sophie Morgenstern                     | Vierhäusergasse 1 ·          |      | Hier wohnte Erna Sophie Morgenstern Jg. 1908 Flucht 1938 deportiert 1942 Theresienstadt ermordet 29.1.1943 Auschwitz                                  | 8. März 2007  | |
| Siegmund Neu                                | Wallstraße 11 ·              |      | Hier wohnte Siegmund Neu Jg. 1876 Heimatort verlassen 1938 deportiert 1942 Theresienstadt ermordet 21.2.1944                                          | 22. Jan. 2009 | |
| Jenny Neu                                   | Wallstraße 11 ·              |      | Hier wohnte Jenny Neu geb. Grünebaum Jg. 1882 Heimatort verlassen 1938 deportiert 1942 Theresienstadt ermordet 17.2.1944                              | 22. Jan. 2009 | |
| Max Neu                                     | Wallstraße 11 ·              |      | Hier wohnte Max Neu Jg. 1905 verhaftet 1935 Dachau Flucht 1936 USA überlebt                                                                           | 22. Jan. 2009 | |
| Manfred Neu                                 | Wallstraße 11 ·              |      | Hier wohnte Manfred Neu Jg. 1905 Flucht 1938 USA überlebt                                                                                             | 22. Jan. 2009 | |
| Betty Neu                                   | Wallstraße 20 ·              |      | Hier wohnte Betty Neu geb. Neu Jg. 1860 Heimatort verlassen 1938 deportiert 1942 Theresienstadt ermordet 30.12.1942                                   | 22. Jan. 2009 | |
| Arthur Neu                                  | Wallstraße 20 ·              |      | Hier wohnte Arthur Neu Jg. 1882 Flucht 1939 Belgien deportiert 1940 Gurs ermordet 15.12.1940                                                          | 22. Jan. 2009 | |
| Klara Neu                                   | Wallstraße 20 ·              |      | Hier wohnte Klara Neu geb. May Jg. 1889 Flucht 1939 Belgien versteckt/überlebt                                                                        | 22. Jan. 2009 | |
| Doris Trude Neu                             | Wallstraße 20 ·              |      | Hier wohnte Doris Trude Neu Jg. 1920 Flucht 1937 USA überlebt                                                                                         | 22. Jan. 2009 | |
| Rosa Eppstein                               | Wallstraße 28 ·              |      | Hier wohnte Rosa Eppstein geb. Kahn Jg. 1870 Heimatort verlassen 1938 deportiert 1941 ermordet in Łodz                                                | 22. Jan. 2009 | |
| Bernhard Eppstein                           | Wallstraße 28 ·              |      | Hier wohnte Bernhard Eppstein Jg. 1895 deportiert 1942 KZ Banjika ermordet 11.8.1942                                                                  | 22. Jan. 2009 | |
| Johannette Eppstein                         | Wallstraße 28 ·              |      | Hier wohnte Johannette Eppstein Jg. 1904 Heimatort verlassen 1935 deportiert 1941 Riga ermordet                                                       | 22. Jan. 2009 | |
| Albert Kuntz                                | Wilhelm-Leuschner-Platz 3 ·  |      | Hier wohnte Albert Kuntz Jg. 1896 im Widerstand/KPD ab 1933 in Haft mehrere KZ ermordet Jan. 1945 Mittelbau Dora                                      | 15. Aug. 2014 | |
| Stolperschwelle                             | Wilhelm-Leuschner-Platz 3 ·  |      | Langen 1934 bis 1938 24 Frauen und 18 Männer zwangssterilisiert sie erfüllten nicht die Norm der NS-Ideologie vom 'erbgesunden Menschen'              | 15. Aug. 2014 | |
| Franziska Kahn                              | Wilhelm-Leuschner-Platz 19 · |      | Hier wohnte Franziska Kahn geb. Wolf Jg. 1862 deportiert 1942 ermordet 1943 in Theresienstadt                                                         | 7. Nov. 2007  | |
| Bernhard Kahn                               | Wilhelm-Leuschner-Platz 19 · |      | Hier wohnte Bernhard Kahn Jg. 1884 deportiert 1942 ermordet 1942 in Łodz                                                                              | 7. Nov. 2007  | |
| Bertha Betty Kahn                           | Wilhelm-Leuschner-Platz 19 · |      | Hier wohnte Bertha Betty Kahn Jg. 1891 ermordet 1945 in einem KZ                                                                                      | 7. Nov. 2007  | |
| Wilhelm Kahn                                | Wilhelm-Leuschner-Platz 19 · |      | Hier wohnte Wilhelm Kahn Jg. 1898 deportiert 1942 Theresienstadt überlebt                                                                             | 7. Nov. 2007  | |
| Walter Rietig                               | Wolfsgartenstraße 54 ·       |      | Hier wohnte Walter Rietig Jg. 1906 im Widerstand verhaftet 1942 hingerichtet 22.12.1942 Berlin-Plötzensee                                             | 9. Jan. 2009  | |